# Polydesmus asthenestatus
Polydesmus asthenestatus är en mångfotingart som beskrevs av Pocock 1894. Polydesmus asthenestatus ingår i släktet Polydesmus och familjen plattdubbelfotingar.

## Underarter
Arten delas in i följande underarter:
- P. a. asthenestatus
- P. a. borgotarensis
- P. a. dispar